# کمل بک ایست (آریزونا)
کمل بک ایست (به انگلیسی: Camelback East) یک منطقهٔ مسکونی در ایالات متحده آمریکا است که در فینیکس، آریزونا واقع شده‌است.